# الصعيد (تعز)
الصعيد هي إحدى قرى الجمهورية اليمنية. وهي تتبع جغرافيًا لمحافظة تعز. وإداريًا لمديرية الصلو. يبلغ تعداد سكانها 2992 نسمة حسب الإحصاء الذي جرى عام 2004.